# Estação Ferroviária de Noémi
A Estação Ferroviária de Noémi (nome anteriormente grafado como "Noemy"), foi uma interface da Linha da Beira Alta, situado na freguesia de Monteperobolso do concelho de Almeida, Distrito da Guarda, em Portugal. O seu nome vem do rio que corre nas proximidades, o Rio Noéme.

## Caracterização

### Descrição física
Em Janeiro de 2011, apresentava duas vias de circulação, ambas com 746 m de comprimento, e duas gares, com 50 e 45 cm de altura, e 40 e 20 m de extensão. O edifício de passageiros situava-se do lado sul da via (lado direito do sentido ascendente, a Vilar Formoso).

## História
A Linha da Beira Alta entrou ao serviço, de forma provisória, em 1 de Julho de 1882, tendo sido totalmente inaugurada no dia 3 de Agosto do mesmo ano, pela Companhia dos Caminhos de Ferro Portugueses da Beira Alta. No entanto, a estação de Noémi só foi construída em 1917, entrando ao serviço a 25 de Agosto de 1918. O objectivo da sua construção foi colmatar a inexistência de um ponto de controlo de tráfego entre as estações da Freineda e de Cerdeira, e permitir o cruzamento de comboios. Afastada de qualquer aglomerado populacional, era constituída por um edifício de passageiros, outro de mercadorias, duas linhas de circulação e outra que servia o cais coberto e o cais descoberto.
Em 1932, a Companhia da Beira Alta fez grandes obras de reparação no edifício.
Um despacho da Direcção-Geral de Caminhos de Ferro, publicado no Diário do Governo n.º 107, Série III, de 11 de Maio de 1951, aprovou um projecto da Companhia dos Caminhos de Ferro Portugueses para o aditamento aos quadros de distâncias de aplicação na Linha da Beira Alta, com o fim de atribuir distâncias próprias ao apeadeiro de Noémi.
Em 1979, foram levantadas duas das três linhas da estação, acabando com a possibilidade de cruzamento de comboios no local.[carece de fontes?]
Em Maio de 1984, era utilizada por serviços regionais e semi-directos da operadora Caminhos de Ferro Portugueses.

Em Fevereiro de 2004, os serviços de passageiros foram extintos, com a supressão da paragem comercial dos cinco comboios regionais entre a Guarda e Vilar Formoso que efectuavam serviço nesta estação. Todas as suas estruturas foram demolidas. No entanto, após a modernização da Linha da Beira Alta, que incluiu a reconstrução de uma segunda via, recuperou o papel como ponto de cruzamento de comboios, sendo actualmente o único existente entre as estações de Vilar Formoso e Cerdeira.